# Ludwig von Tetmajer
Ludwig von Tetmajer, född 14 juli 1850 i Krompachy i Ungern, död 1 februari 1905 i Wien, var en ungersk ingenjör.
Tetmajer erhöll 1872 diplom som civilingenjör från Polytechnikum i Zürich, där han 1873 blev förste assistent åt professor Karl Culmann och senare docent, 1878 honorärprofessor och 1881 ordinarie professor i byggnadsmekanik samt föreståndare för högskolans nya anstalt för provning av byggnadsmaterial. Vid en på initiativ av Tetmajer 1895 i Zürich hållen kongress för forskare och ingenjörer stiftades Internationeller Verband für die Materialprüfungen der Technik, till vars president han utsågs. Han fungerade även vid förbundets kongresser i Stockholm (1897) och Budapest (1901). År 1901 utnämndes Tetmajer till rector magnificus vid Tekniska högskolan i Wien. Han verkade även med framgång för inrättandet av ett centrallaboratorium där för teknisk materialprovning.
Tetmajers verksamhet inom materialprovningsfacket var i flera avseenden banbrytande. Han gjorde sig särskilt känd för omfattande utredningar rörande knäckningshållfasthet, resulterande bland annat i uppställandet av en ofta använd beräkningsformel som kompletterade Leonhard Eulers formler. Resultaten av Tetmajers forskning publicerades till stor del i materialprovningsanstaltens i Zürich meddelanden, där bland annat märks redogörelser för omfattande provningsserier vad gäller bland annat byggnadssten, trä, järn, stål och andra metaller samt stålvajrar. Bland hans övriga publikationer kan nämnas Die angewandte Elasticitäts- und Festigkeitslehre (1889, flera senare upplagor). Han blev 1901 ledamot av svenska Vetenskapsakademien.